# Die Galgenvögel (Band)
Die Galgenvögel sind eine Mittelalterband, die auf Mittelaltermärkten, Liverollenspielen und Ritterspielen zu hören und zu sehen ist. Gegründet wurde die Band im Frühjahr 2000 im Raum Köln.

## Musikstil
Die Galgenvögel spielen vorwiegend mittelalterliche Sauf- und Tavernenmusik. Das Repertoire umfasst Stücke aus Mittelalter, Renaissance und späteren Epochen, sowie zum Teil selbst geschriebene Melodien und Texte.

## Diskografie
- 2002: Heute Nacht, da sind wir groß … gewesen (Label: n. b.)
- 2004: Ein Hoch dem Wein ... (Label: n. b.)
- 2005: Miroque Vol. XII mit „Der Bauch des Spielmanns“ (Label: Totentanz/Soulfood Music)
- 2006: Miroque Vol. XIII mit „Tischlied“ (Label: Totentanz/Soulfood Music)
- 2007: Miroque – In Taberna mit „Trinkerweise“ (Label: Totentanz/Soulfood Music)
- 2012: Die Galgenvögel – live aufgetrumpft (Label: n. b.)
- 2016: Spielmann Michels Rattenplage mit „Zwergenlied“ (Label: Plattenfirma) Gastbeitrag auf einer Produktion von Michael Völkel (Liedermacher)